# عشبية حليزنية مائية
عشبية حليزنية مائية (الاسم العلمي: Herbaspirillum aquaticum) هي نوع من البكتيريا، سلبية الغرام، تتبع جنس عشبية حليزنية.